# فانيمكولم 1
فانيمكولم 1 (بالإنجليزية: Vaniyamkulam-I)‏ هي منطقة سكنية تقع في الهند في كيرلا. يقدر عدد سكانها بـ 14,402 نسمة .